# 麻布十番駅
麻布十番駅（あざぶじゅうばんえき）は、東京都港区麻布十番にある、東京地下鉄（東京メトロ）・東京都交通局（都営地下鉄）の駅。
東京メトロの南北線と、都営地下鉄の大江戸線が乗り入れ、接続駅となっている。駅番号は南北線がN 04、大江戸線がE 22。

## 歴史
- 2000年（平成12年）
  - 9月26日：帝都高速度交通営団（営団地下鉄）南北線（目黒 - 溜池山王間）全線開通により開業する[1][2]。
  - 12月12日：都営地下鉄大江戸線（国立競技場 - 清澄白河 - 都庁前間）全線開業により乗換駅となる[4]。
- 2004年（平成16年）
  - 4月1日：帝都高速度交通営団（営団地下鉄）民営化に伴い、南北線の駅は東京地下鉄（東京メトロ）に継承される[5]。
  - 10月9日：台風22号が関東地方に上陸。集中豪雨の影響で地下に水が流れ込み、南北線の線路が冠水[6]。
- 2007年（平成19年）3月18日：ICカード「PASMO」の利用が可能となる[7]。
- 2015年（平成27年）3月11日：南北線の発車メロディを変更[8]。

## 駅構造
両線の駅は連絡地下通路で繋がっているが、改札は別であり一旦改札外に出て乗り換えとなる。

### 東京メトロ
島式ホーム1面2線を有する地下駅である。改札口・駅事務室は地下1階、ホーム・軌道は地下3階にある。仮称時の駅名は仮称通り決定した都営地下鉄とは異なり「麻布駅」であった。
改札階の天井はアーチ橋をイメージした高さ8.0 mのヴォールト天井、その下り壁には「麻布」の地名の由来から「麻の織物」、「機織り機」をイメージした壁画を配置した。改札口周辺の壁面は、ローマ水道橋と都営大江戸線との連絡駅から「かけ橋」をイメージした「橋」を表現している。1・2番出口方面への通路壁面にはオーストラリア大使館寄贈のレリーフ「パラレル・ビジョン」を設置した。
当駅の両端部はシールドマシンの発進基地（立坑）として使用した。赤羽岩淵寄りは単線シールド機2台（麻布台A線工区、B線工区）で六本木一丁目駅までのシールドトンネルを、目黒寄りは抱き込み式親子シールド機（留置線を有する3線区間の南麻布工区は親機を使用、その先の複線区間の古河橋工区は子機を使用）で白金高輪駅までのシールドトンネルを掘削した。連絡地下通路は営団地下鉄（当時）が施工したもので、南北線側から大江戸線側に向かって「開放型半機械掘り式馬蹄型シールド工法」で掘削した。施工延長は83 m、縦断面は大江戸線に側に向かって6.944%の上り勾配となっている。

#### のりば
| 番線 | 路線   | 行先                   |
| ---- | ------ | ---------------------- |
| 1    | 南北線 | 赤羽岩淵・浦和美園方面 |
| 2    | 南北線 | 目黒方面               |

（出典：東京メトロ:構内図）
白金高輪寄りのA線（赤羽岩淵方面）・B線（目黒方面）間に1編成のみ収容かつ両線から入線可能な留置線があり、朝ラッシュの折り返しや夜間の留置に使用されている。夜間留置車両は東急車で、前日の夜に白金高輪から直接留置線に入り、翌朝に目黒まで回送されて目黒線下り列車となる。
2006年9月25日のダイヤ改正より、平日朝ラッシュ時に1往復設定されている浦和美園からの当駅終着列車（のちに王子神谷発の1本を増便）が折り返しのために使用している。通常南北線列車の折り返しに使用している白金高輪駅構内白金台寄りの引き上げ線は、この時間帯はすべて都営三田線の列車が使用しており空きがなく、折り返すことができないからである。また、埼玉スタジアム2002でサッカーの試合が開催される際に運転される当駅始発・終着の臨時列車を市ケ谷方面の留置線や車両基地に出入りするための折り返し用、および本来目黒で滞泊している東急車の1本が大晦日から元旦の南北線での終夜運転実施時には同駅でそれができないことから、臨時に留置する場所（年1回のみ。目黒 - 麻布十番間は往復とも回送）としても使われる。

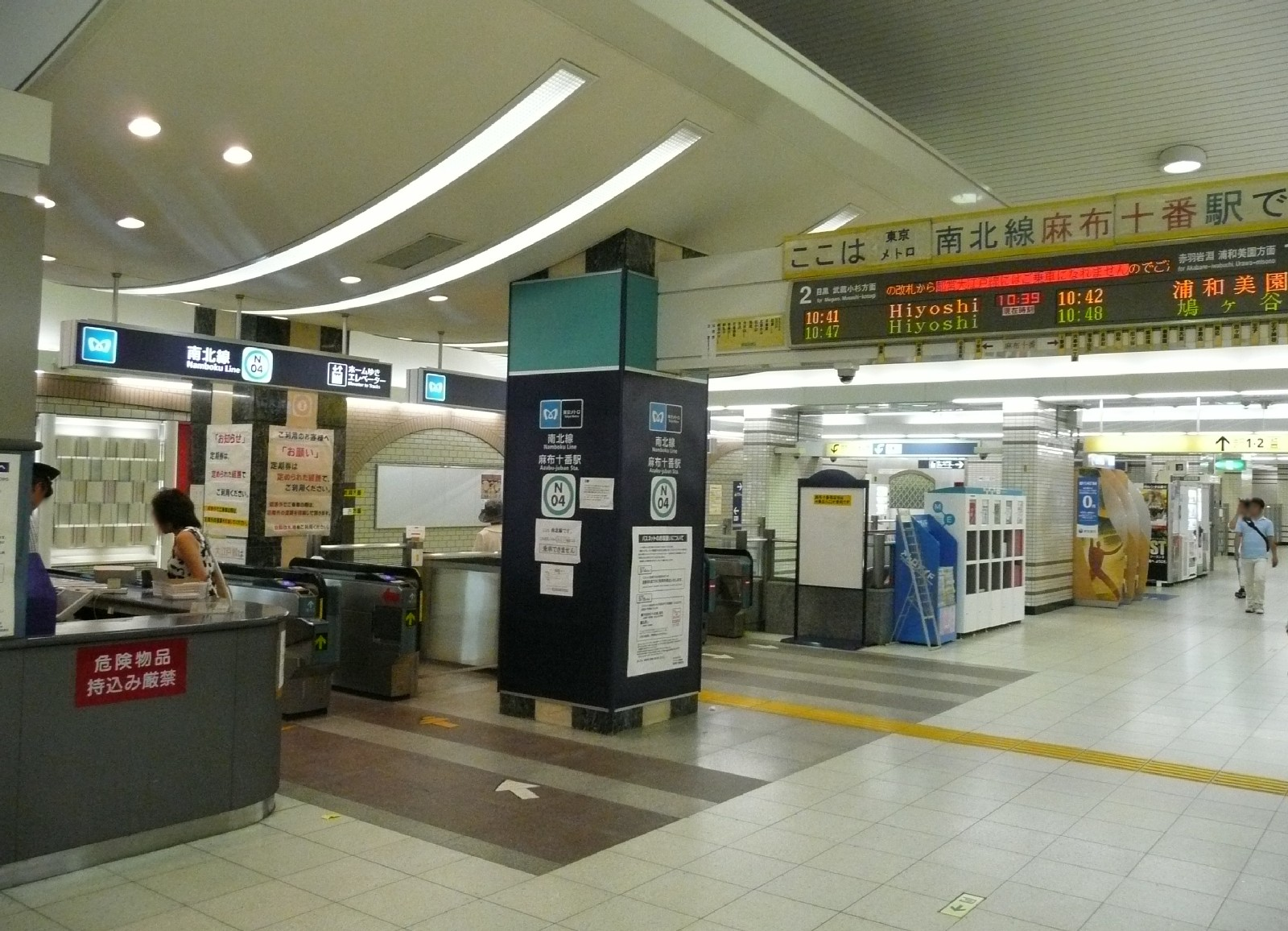
南北線改札口（2008年8月）
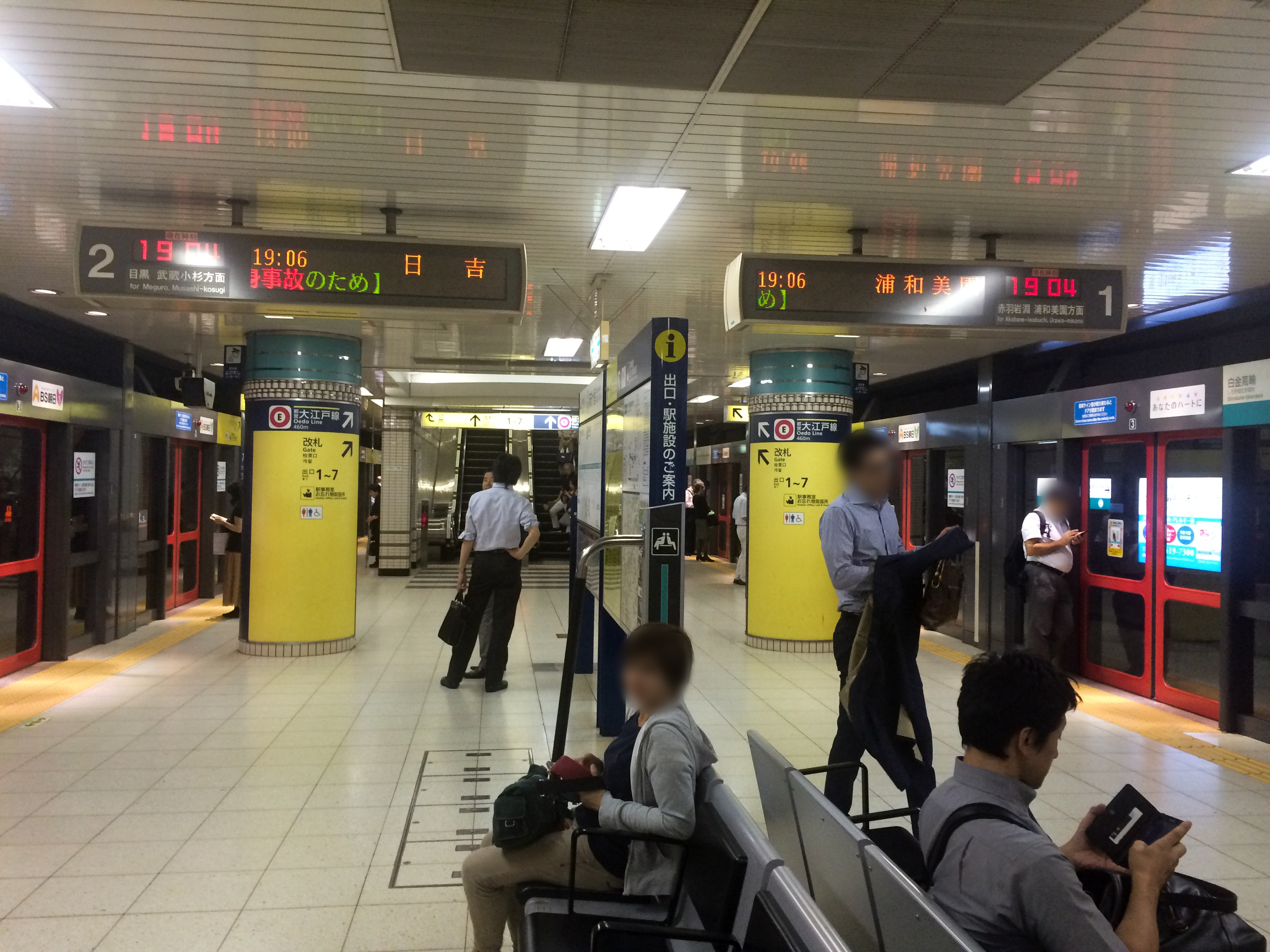
南北線ホーム（2016年9月）

#### 発車メロディ
開業時から吉村弘作曲の南北線全駅共通の発車メロディ（発車サイン音）を使用していたが、2015年3月11日にスイッチ制作の当駅オリジナルのメロディに変更されている。
曲は1番線が「ミントベル」、2番線が「カリンの実」（いずれも福嶋尚哉作曲）である。

#### 駅改札周辺設備
売店 (METRO'S) は改札外に1店舗ある。待合室はないが、改札を入り右側に駅事務室があり、その入口に「ふれあいコーナー」と称する多目的スペースが設置されていた（現在は設備は撤去され、スペースのみが残っている）。トイレは改札を入り左側（赤羽岩淵側）にある。
改札外には新生銀行のATMが設置されている。
エレベーターは、地上 - 地下1階間の改札外に2基（うち六本木一丁目寄りは大江戸線と共用）、地下1階 - 地下3階間の改札内に1基設置されている。エスカレーターは、改札外が地上各出口 - 地下1階間に、改札内が地下1階 - 地下3階間に4基設置されている。
自動券売機の隣にコインロッカーが設置されている。

### 東京都交通局
島式ホーム1面2線を有する地下駅である。改札は地下4階、ホームは地下6階にある。

#### のりば
| 番線 | 路線         | 行先               |
| ---- | ------------ | ------------------ |
| 1    | 都営大江戸線 | 大門・両国方面     |
| 2    | 都営大江戸線 | 六本木・都庁前方面 |

（出典：都営地下鉄:駅構内図）

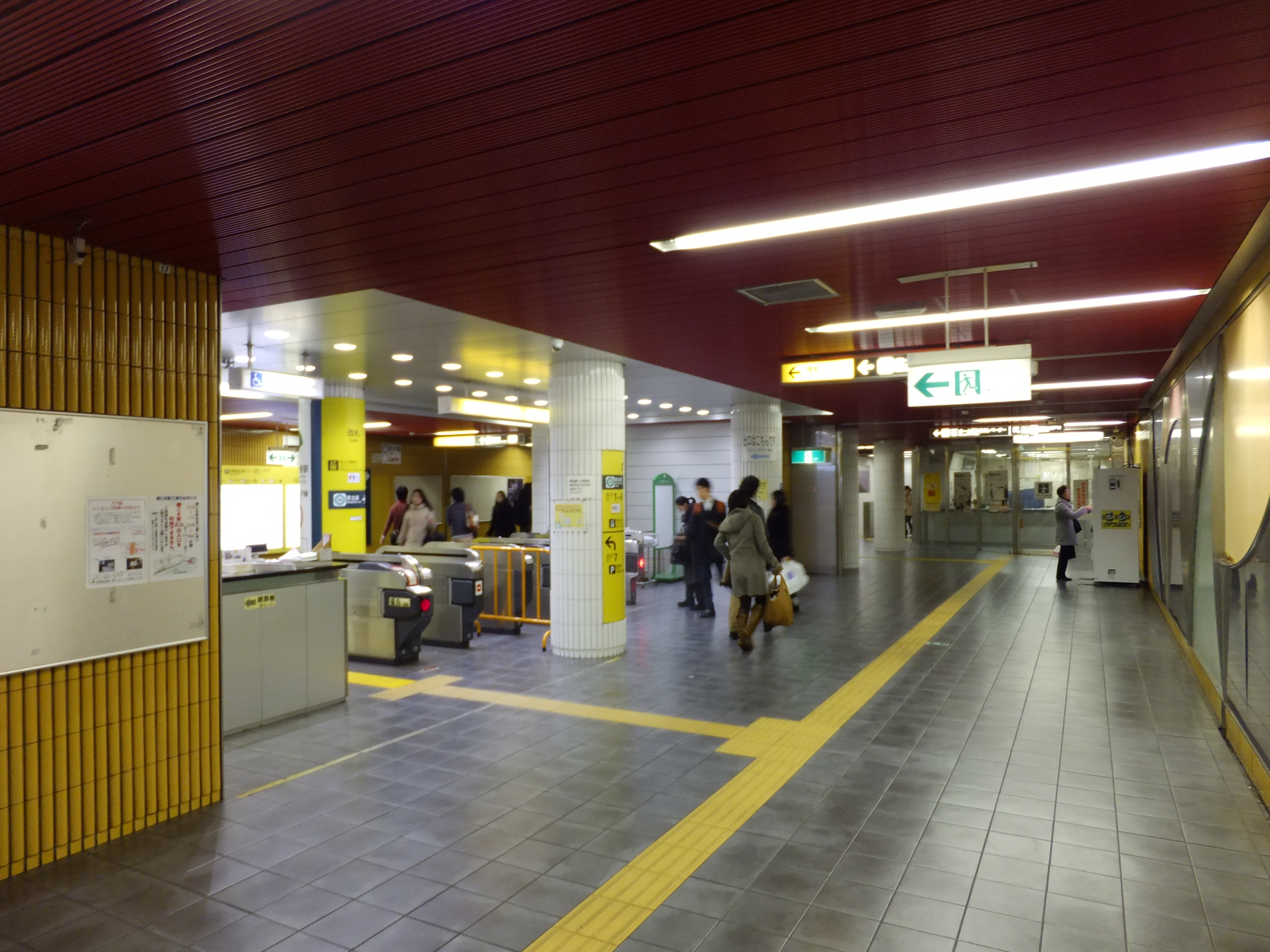
大江戸線改札口付近（2014年12月）
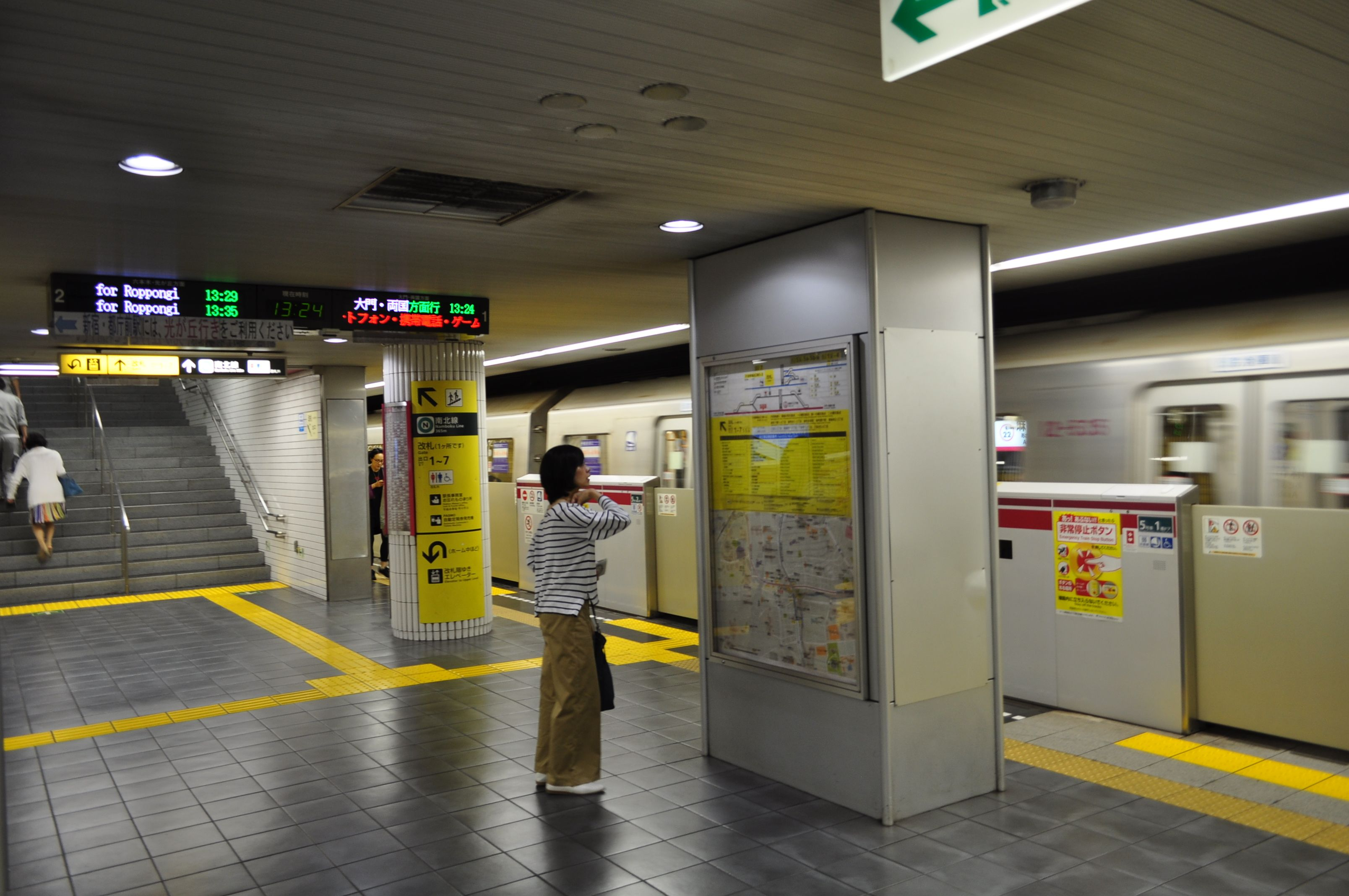
大江戸線大門方面行きホーム（2018年5月24日撮影）

#### 駅改札周辺設備
売店は改札外に1店舗ある。待合室はない。トイレは改札外にある。
エレベーターは、地上 - 地下1階間（南北線と共用）と地下1階 - 地下4階間の改札外、地下4階 - 地下6階間の改札内に各1基設置されている。エスカレーターは、改札外が地上各出口 - 地下4階間に、改札内が地下4階 - 地下6階間・地下4階 - 地下5階間・地下5階 - 地下6階間に設置されている。
7番出入口の反対側に、地下駐車場（麻布十番公共駐車場）を経由して地上に出ることが可能な通路が設置されている。
災害時に備え、食料品や毛布などを保管する非常用備蓄倉庫が設置されている。

## 利用状況
- 東京メトロ - 2024年度の1日平均乗降人員は43,260人である[メトロ 1]。
東京メトロ全130駅中83位。
- 都営地下鉄 - 2023年度の1日平均乗降人員は30,698人（乗車人員：15,413人、降車人員：15,285人）である[都交 1]。
開業当初の乗車人員の見込みは、20,000人であった[18]。

### 年度別1日平均乗降人員
開業以来の1日平均乗降人員は下表の通り。
| 年度               | 営団 / 東京メトロ | 営団 / 東京メトロ | 都営地下鉄       | 都営地下鉄 |
| 年度               | 1日平均 乗降人員  | 増加率            | 1日平均 乗降人員 | 増加率     |
| ------------------ | ----------------- | ----------------- | ---------------- | ---------- |
| 2003年（平成15年） | 33,911            | 9.0%              | 29,082           | 13.4%      |
| 2004年（平成16年） | 35,601            | 5.0%              | 29,171           | 0.3%       |
| 2005年（平成17年） | 36,784            | 3.3%              | 30,097           | 3.2%       |
| 2006年（平成18年） | 38,174            | 3.8%              | 31,517           | 4.7%       |
| 2007年（平成19年） | 40,131            | 5.1%              | 33,423           | 6.0%       |
| 2008年（平成20年） | 40,898            | 1.9%              | 33,514           | 0.3%       |
| 2009年（平成21年） | 41,557            | 1.6%              | 33,661           | 0.4%       |
| 2010年（平成22年） | 41,717            | 0.4%              | 33,927           | 0.8%       |
| 2011年（平成23年） | 41,257            | −1.1%             | 32,868           | −3.1%      |
| 2012年（平成24年） | 42,971            | 4.2%              | 34,076           | 3.7%       |
| 2013年（平成25年） | 44,831            | 4.3%              | 35,291           | 3.6%       |
| 2014年（平成26年） | 45,928            | 2.4%              | 36,323           | 2.9%       |
| 2015年（平成27年） | 46,586            | 1.4%              | 36,970           | 1.8%       |
| 2016年（平成28年） | 47,376            | 1.7%              | 37,695           | 2.0%       |
| 2017年（平成29年） | 49,467            | 4.4%              | 38,261           | 1.5%       |
| 2018年（平成30年） | 50,564            | 2.2%              | 38,177           | −0.2%      |
| 2019年（令和元年） | 49,267            | −2.6%             | 37,018           | −3.0%      |
| 2020年（令和02年） | 32,394            | −34.2%            | 24,235           | −34.5%     |
| 2021年（令和03年） | 34,826            | 7.5%              | 25,437           | 5.0%       |
| 2022年（令和04年） | 39,125            | 12.3%             | 28,082           | 10.4%      |
| 2023年（令和05年） | 41,990            | 7.3%              | 30,698           | 9.3%       |
| 2024年（令和06年） | 43,260            | 3.0%              |                  |            |

### 年度別1日平均乗車人員
開業以来の1日平均乗車人員は下表の通り。
| 年度               | 営団 / 東京メトロ | 都営地下鉄 | 出典              |
| ------------------ | ----------------- | ---------- | ----------------- |
| 2000年（平成12年） | 12,930            | 9,909      | [ 東京都統計 1 ]  |
| 2001年（平成13年） | 14,827            | 11,915     | [ 東京都統計 2 ]  |
| 2002年（平成14年） | 15,729            | 13,260     | [ 東京都統計 3 ]  |
| 2003年（平成15年） | 17,224            | 14,880     | [ 東京都統計 4 ]  |
| 2004年（平成16年） | 17,827            | 14,860     | [ 東京都統計 5 ]  |
| 2005年（平成17年） | 18,496            | 15,233     | [ 東京都統計 6 ]  |
| 2006年（平成18年） | 19,288            | 15,945     | [ 東京都統計 7 ]  |
| 2007年（平成19年） | 20,322            | 16,839     | [ 東京都統計 8 ]  |
| 2008年（平成20年） | 20,575            | 16,910     | [ 東京都統計 9 ]  |
| 2009年（平成21年） | 20,948            | 17,002     | [ 東京都統計 10 ] |
| 2010年（平成22年） | 21,016            | 17,104     | [ 東京都統計 11 ] |
| 2011年（平成23年） | 20,751            | 16,601     | [ 東京都統計 12 ] |
| 2012年（平成24年） | 21,489            | 17,216     | [ 東京都統計 13 ] |
| 2013年（平成25年） | 22,466            | 17,854     | [ 東京都統計 14 ] |
| 2014年（平成26年） | 22,994            | 18,308     | [ 東京都統計 15 ] |
| 2015年（平成27年） | 23,325            | 18,624     | [ 東京都統計 16 ] |
| 2016年（平成28年） | 23,732            | 19,008     | [ 東京都統計 17 ] |
| 2017年（平成29年） | 24,762            | 19,283     | [ 東京都統計 18 ] |
| 2018年（平成30年） | 25,293            | 19,241     | [ 東京都統計 19 ] |
| 2019年（令和元年） | 24,689            | 18,646     | [ 東京都統計 20 ] |
| 2020年（令和02年） |                   | 12,172     |                   |
| 2021年（令和03年） |                   | 12,771     |                   |
| 2022年（令和04年） |                   | 14,132     |                   |
| 2023年（令和05年） |                   | 15,413     |                   |

備考
1. ↑  2000年9月26日開業。開業日から翌年3月31日までの計187日間を集計したデータ。
2. ↑  2000年12月12日開業。開業日から翌年3月31日までの計110日間を集計したデータ。

## 駅周辺
- 麻布十番商店街
- 一の橋公園
- 十番稲荷神社
- 麻布山善福寺
- 東京都立六本木高等学校
- 東洋英和女学院中学部・高等部 - 2009年1月頃から都営大江戸線の到着案内放送後の施設案内にて紹介される。
- 東京法務局 港出張所
- 港区立図書館 麻布図書サービスセンター
- 港区麻布福祉会館（麻布いきいきプラザ）
- 港区南麻布福祉会館（南麻布いきいきプラザ）
- 麻布十番郵便局
- 駐日オーストリア大使館
- 駐日シンガポール大使館
- 駐日スロバキア大使館
- 駐日アルゼンチン大使館
- 駐日オーストラリア大使館
- 駐日大韓民国大使館
- 在日本大韓民国民団本部
- 港区立六本木中学校
- 象印マホービン東京支社
- DHC本社
- ヒーリングフォレスト
- Zeppブルーシアター六本木
- ダイエー 麻布十番店
- 都営地下鉄大江戸線 赤羽橋駅
- 六本木駅
- 元麻布ヒルズ
- 六本木ヒルズ
  - 六本木けやき坂 - テレビ朝日方面は六本木駅より当駅からの方が近い。

## バス路線
最寄りの停留所は、環状3号線と都道415号線の交差点と3 - 5番出入口付近にある麻布十番駅前（一の橋）、7番出入口付近にある麻布十番・麻布十番公共駐車場前、1番出入口付近にある麻布十番二丁目である。以下の路線が乗り入れ、東京都交通局とフジエクスプレスにより運行されている。

### 麻布十番駅前
- 都営バス
  - 都06：渋谷駅前行 / 新橋駅前行・赤羽橋駅前行
  - 橋86：目黒駅前行 / 新橋駅前行・赤羽橋駅前行・東京タワー行
  - 反94：五反田駅行 / 赤羽橋駅前行 ※平日のみ運行
  - 反96：六本木ヒルズ行 / 五反田駅行・品川車庫前行
- ちぃばす（フジエクスプレス）
  - 田町ルート：六本木ヒルズ行
  - 麻布西ルート：六本木けやき坂方面 / 広尾駅方面

### 麻布十番
- ちぃばす（フジエクスプレス）
  - 田町ルート：六本木ヒルズ行
  - 麻布西ルート：六本木けやき坂方面

### 麻布十番公共駐車場前
- ちぃばす（フジエクスプレス）
  - 田町ルート：田町駅東口行

### 麻布十番二丁目
- ちぃばす（フジエクスプレス）
  - 麻布西ルート：六本木けやき坂方面

## 隣の駅
東京地下鉄（東京メトロ）
 南北線
白金高輪駅 (N 03) - 麻布十番駅 (N 04) - 六本木一丁目駅 (N 05)
東京都交通局（都営地下鉄）
 都営大江戸線
赤羽橋駅 (E 21) - 麻布十番駅 (E 22) - 六本木駅 (E 23)